# Orquesta de cámara

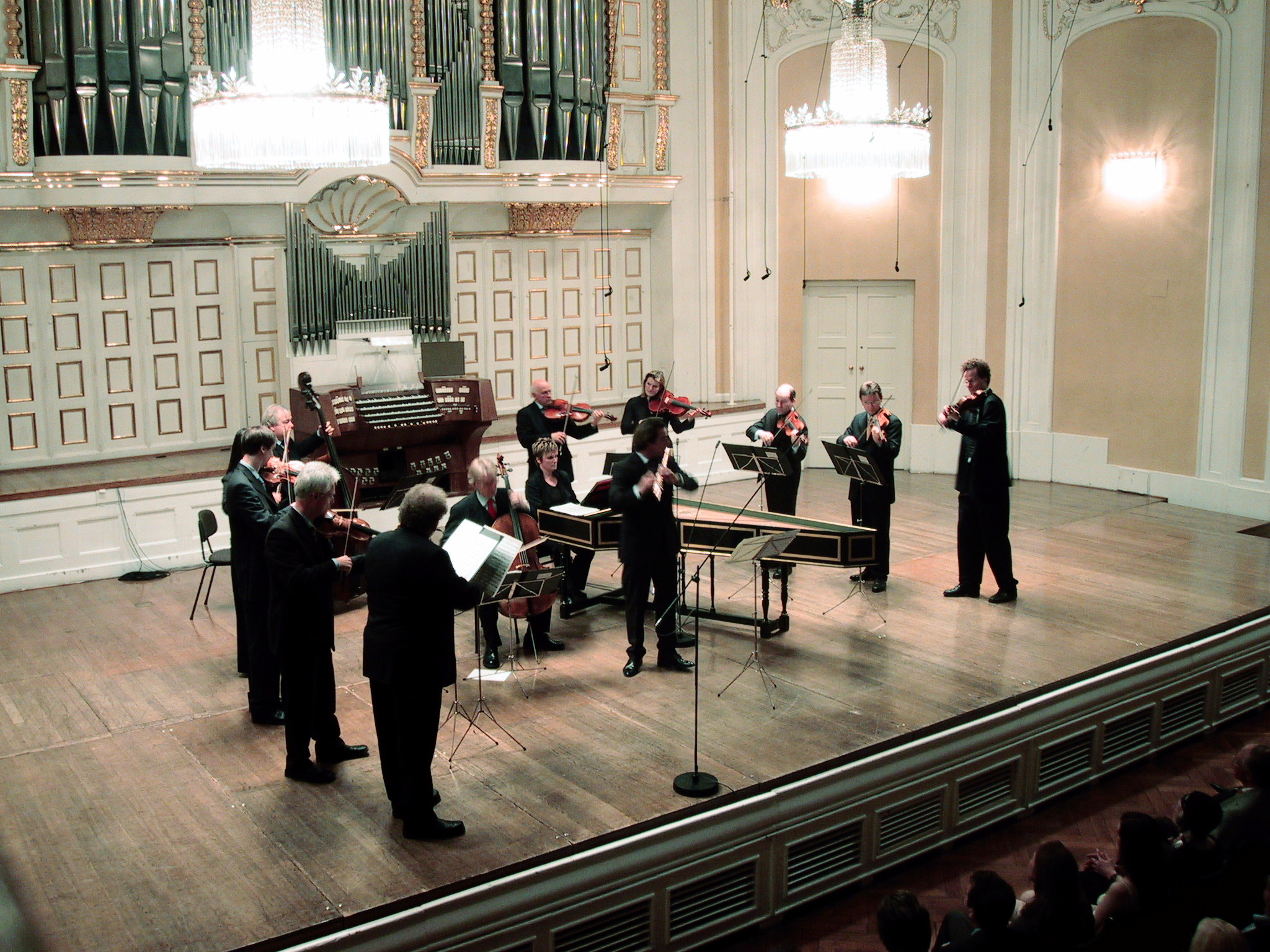
El Mozarteum de Salzburgo - Austria

El término orquesta de cámara abarca todo tipo de conjuntos instrumentales, con la única condición de poseer tal tipo de orquesta un tamaño pequeño.
Al igual que con la música de cámara, el complemento de «cámara» se refiere al salón en la que se desarrollaban (en su origen los salones de música de los palacios y grandes residencias del siglo XVII).
Desde entonces significa «orquesta reducida que cabe en un salón». No tiene una formación concreta de instrumentos.
La orquesta de cámara está formada por músicos agrupados en pupitres: no es un conjunto de solistas. Sin embargo, algunas obras están concebidas para solistas, por ejemplo la Sinfonía de Cámara de Arnold Schönberg para quince instrumentistas sin suplentes. El concepto se vincula entonces a la extensión de los conjuntos de música de cámara.

## Clasificación
Las orquestas de cámara pueden clasificarse en:
- Orquesta barroca: conjunto de instrumentos de cuerdas frotadas más o menos estándar y reducido número, con intervenciones ocasionales de otros instrumentos, en especial como solistas. Se forma a partir de las obras de Corelli, y va aumentando en la primera mitad del siglo XVIII como se observa en las obras de Bach, Lully o Rameau. Debe tenerse en cuenta que no entran aquí las orquestas de ópera barroca, que tienen una composición más numerosa y variada.
- Conjuntos instrumentales indefinidos para música de cámara, como los necesarios para los Divertimentos de Mozart, la Séptima Sinfonía de Beethoven y obras semejantes que emplean conjuntos reducidos y no estandarizados.
- Conjuntos contemporáneos que, aunque ya no son "para el salón", tienen una formación instrumental reducida o poco común. Así para obras de Ígor Stravinski (Ebony concertó, Dumbarton Oaks) o Manuel de Falla (Concierto).
- Orquesta de cuerdas: integrada por violines, violas, violonchelos y contrabajos, más clave o piano. Tal como en el período barroco y que interpreta muchas obras del período barroco, clásico, romántico, moderno y arreglos de mucha música popular. En la actualidad muchas orquestas de cámara tienen fama e interpretan obras de todo tipo.